# Tommy Mollet
Tommy Andreas Mollet (Tilburg, 29 de marzo de 1979) es un deportista neerlandés que compitió en taekwondo.
Ganó una medalla de bronce en el Campeonato Mundial de Taekwondo de 2007 y seis medallas en el Campeonato Europeo de Taekwondo entre los años 2002 y 2012.

## Palmarés internacional
| Campeonato Mundial | Campeonato Mundial       | Campeonato Mundial | Campeonato Mundial |
| Año                | Lugar                    | Medalla            | Categoría          |
| ------------------ | ------------------------ | ------------------ | ------------------ |
| 2007               | Pekín (China)            | Medalla de bronce  | –72 kg             |
| Campeonato Europeo |                          |                    |                    |
| Año                | Lugar                    | Medalla            | Categoría          |
| 2002               | Samsun (Turquía)         | Medalla de bronce  | –72 kg             |
| 2004               | Lillehammer (Noruega)    | Medalla de bronce  | –72 kg             |
| 2005               | Riga (Letonia)           | Medalla de plata   | –72 kg             |
| 2006               | Bonn (Alemania)          | Medalla de bronce  | –72 kg             |
| 2008               | Roma (Italia)            | Medalla de bronce  | –72 kg             |
| 2012               | Mánchester (Reino Unido) | Medalla de bronce  | –80 kg             |